# INHBA
Inhibin, beta A (INHBA) je protein koji je kod ljudi kodiran INHBA genom. INHBA is a subunit of both activin and inhibin, two closely related glycoproteins with opposing biological effects.

## Funkcija
Inhibin beta A subunit zajedno sa alfa podjedinicom formira hipofizni FSH sekretorni inhibitor. Inhibin negativno reguliše proliferaciju gonadalnih stromalnih ćelija i ima supresivno dejstvo na tumour. Serumski nivoi inhibina odražavaju veličinu granulosa-ćelija tumora i mogu se koristiti kao marker za primarnu kao i rekurentnu bolest. Kod kancera prostate, izražavanje gena inhibin alfa-podjedinice je potisnuto i ne može se detektovati kod slabo diferenciranih ćelija tumora.

## Interakcije
INHBA formira interakcije sa ACVR2A.

## Literatura
- Munz B; Hübner G; Tretter Y;  . (1999). „A novel role of activin in inflammation and repair.”. J. Endocrinol. 161 (2): 187—93. PMID 10320815. doi:10.1677/joe.0.1610187.
- Welt C, Sidis Y, Keutmann H, Schneyer A (2002). „Activins, inhibins, and follistatins: from endocrinology to signaling. A paradigm for the new millennium.”. Exp. Biol. Med. (Maywood). 227 (9): 724—52. PMID 12324653.
- Shav-Tal Y, Zipori D (2003). „The role of activin a in regulation of hemopoiesis.”. Stem Cells. 20 (6): 493—500. PMID 12456957. doi:10.1634/stemcells.20-6-493.
- Reis FM; Luisi S; Carneiro MM;  . (2005). „Activin, inhibin and the human breast.”. Mol. Cell. Endocrinol. 225 (1–2): 77—82. PMID 15451571. doi:10.1016/j.mce.2004.02.016.
- Shao L; Frigon NL; Young AL;  . (1992). „Effect of activin A on globin gene expression in purified human erythroid progenitors”. Blood. 79 (3): 773—81. PMID 1310063.
- Mathews LS, Vale WW (1991). „Expression cloning of an activin receptor, a predicted transmembrane serine kinase”. Cell. 65 (6): 973—82. PMID 1646080. doi:10.1016/0092-8674(91)90549-E.
- Tanimoto K; Handa S; Ueno N;  . (1992). „Structure and sequence analysis of the human activin beta A subunit gene”. DNA Seq. 2 (2): 103—10. PMID 1777673. doi:10.3109/10425179109039678.
- Mason AJ, Berkemeier LM, Schmelzer CH, Schwall RH (1990). „Activin B: precursor sequences, genomic structure and in vitro activities”. Mol. Endocrinol. 3 (9): 1352—8. PMID 2575216. doi:10.1210/mend-3-9-1352.
- Barton DE; Yang-Feng TL; Mason AJ;  . (1989). „Mapping of genes for inhibin subunits alpha, beta A, and beta B on human and mouse chromosomes and studies of jsd mice”. Genomics. 5 (1): 91—9. PMID 2767687. doi:10.1016/0888-7543(89)90091-8.
- Murata M; Eto Y; Shibai H;  . (1988). „Erythroid differentiation factor is encoded by the same mRNA as that of the inhibin beta A chain”. Proc. Natl. Acad. Sci. U.S.A. 85 (8): 2434—8. PMC 280011 . PMID 3267209. doi:10.1073/pnas.85.8.2434.
- Burger HG, Igarashi M (1988). „Inhibin: definition and nomenclature, including related substances”. Endocrinology. 122 (4): 1701—2. PMID 3345731. doi:10.1210/endo-122-4-1701.
- Mason AJ, Niall HD, Seeburg PH (1986). „Structure of two human ovarian inhibins”. Biochem. Biophys. Res. Commun. 135 (3): 957—64. PMID 3754442. doi:10.1016/0006-291X(86)91021-1.
- Stewart AG; Milborrow HM; Ring JM;  . (1986). „Human inhibin genes. Genomic characterisation and sequencing”. FEBS Lett. 206 (2): 329—34. PMID 3758355. doi:10.1016/0014-5793(86)81006-7.
- Sumitomo S; Inouye S; Liu XJ;  . (1995). „The heparin binding site of follistatin is involved in its interaction with activin”. Biochem. Biophys. Res. Commun. 208 (1): 1—9. PMID 7887917. doi:10.1006/bbrc.1995.1297.
- Xu J, McKeehan K, Matsuzaki K, McKeehan WL (1995). „Inhibin antagonizes inhibition of liver cell growth by activin by a dominant-negative mechanism”. J. Biol. Chem. 270 (11): 6308—13. PMID 7890768. doi:10.1074/jbc.270.11.6308.
- Mason AJ (1994). „Functional analysis of the cysteine residues of activin A”. Mol. Endocrinol. 8 (3): 325—32. PMID 8015550. doi:10.1210/me.8.3.325.
- Maruyama K, Sugano S (1994). „Oligo-capping: a simple method to replace the cap structure of eukaryotic mRNAs with oligoribonucleotides”. Gene. 138 (1–2): 171—4. PMID 8125298. doi:10.1016/0378-1119(94)90802-8.
- Nishihara T, Okahashi N, Ueda N (1994). „Activin A induces apoptotic cell death”. Biochem. Biophys. Res. Commun. 197 (2): 985—91. PMID 8267637. doi:10.1006/bbrc.1993.2576.
- ten Dijke P; Ichijo H; Franzén P;  . (1993). „Activin receptor-like kinases: a novel subclass of cell-surface receptors with predicted serine/threonine kinase activity”. Oncogene. 8 (10): 2879—87. PMID 8397373.
- Tanimoto K; Yoshida E; Mita S;  . (1997). „Human activin betaA gene. Identification of novel 5' exon, functional promoter, and enhancers”. J. Biol. Chem. 271 (51): 32760—9. PMID 8955111. doi:10.1074/jbc.271.51.32760.